# Gary Lane Merrill
Gary Lane Smith Merrill (1939) es un botánico y briólogo estadounidense. Ha sido curador de briófitas en el Museo Field de Chicago.

## Algunas publicaciones
- j.j. Engel, g.l. Merrill. 1996 [1995]. Austral Hepaticae 23. New taxa and new combinations in Telaranea Spruce ex Schiffn.(Lepidoziaceae). Phytologia, 79: 250-253

- La abreviatura «G.L.Merr.» se emplea para indicar a Gary Lane Merrill como autoridad en la descripción y clasificación científica de los vegetales.[2]